# ルドルフ・ヴァナー
ルドルフ・ヴァナー（Rudolf „Rudi“ Wanner、1951年1月28日 - ）は、オーストリア、チロル州ゼーフェルト出身の元スキージャンプ選手。1970年代に国際大会で活躍した。

## プロフィール
ヴァナーは9歳でジャンプを始め、1970年にナショナルチーム入りした。
1970-1971シーズンのスキージャンプ週間で国際大会にデビュー、総合68位だった。
1972年の札幌オリンピックでは70m級26位、90m級46位、同年のスキーフライング世界選手権では15位となった。
翌1973年のフライング選手権は20位、1974年ノルディックスキー世界選手権では90m級で21位となった。
1974-1975シーズンからバルダー・プライムルがナショナルチームのヘッドコーチに就任、ヴァナーやラインホルト・バハラー、ウォルター・シュワブルといったベテランに加えて、
アントン・インナウアー、カール・シュナーブル、 アロイス・リップブルガー、ウィリ・ピュルストル、ハンス・ヴァルナー、ハンス・ミロニヒ、 エディ・フェーデラー、ルパート・ギュルトラー、アルフレッド・プングを育てて東ドイツと並ぶジャンプ王国を築いた。
1975-1976シーズンのジャンプ週間で自己最高の総合5位となり、1976年地元開催のインスプルックオリンピックでは出身地ゼーフェルトで行われた70m級で7位となった。
1978-1979シーズン終了後現役を引退。